# Палацци-деи-Ролли

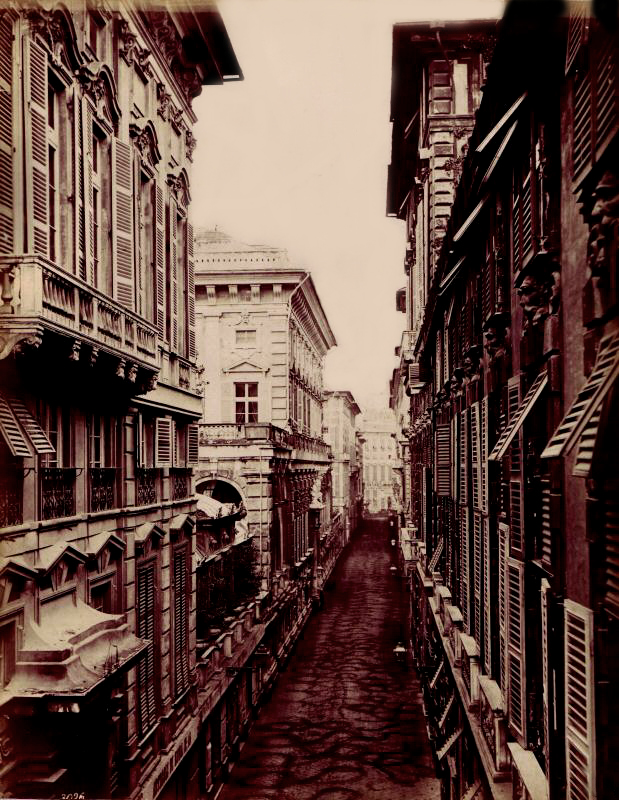
Виа Гарибальди. Фотография XIX века

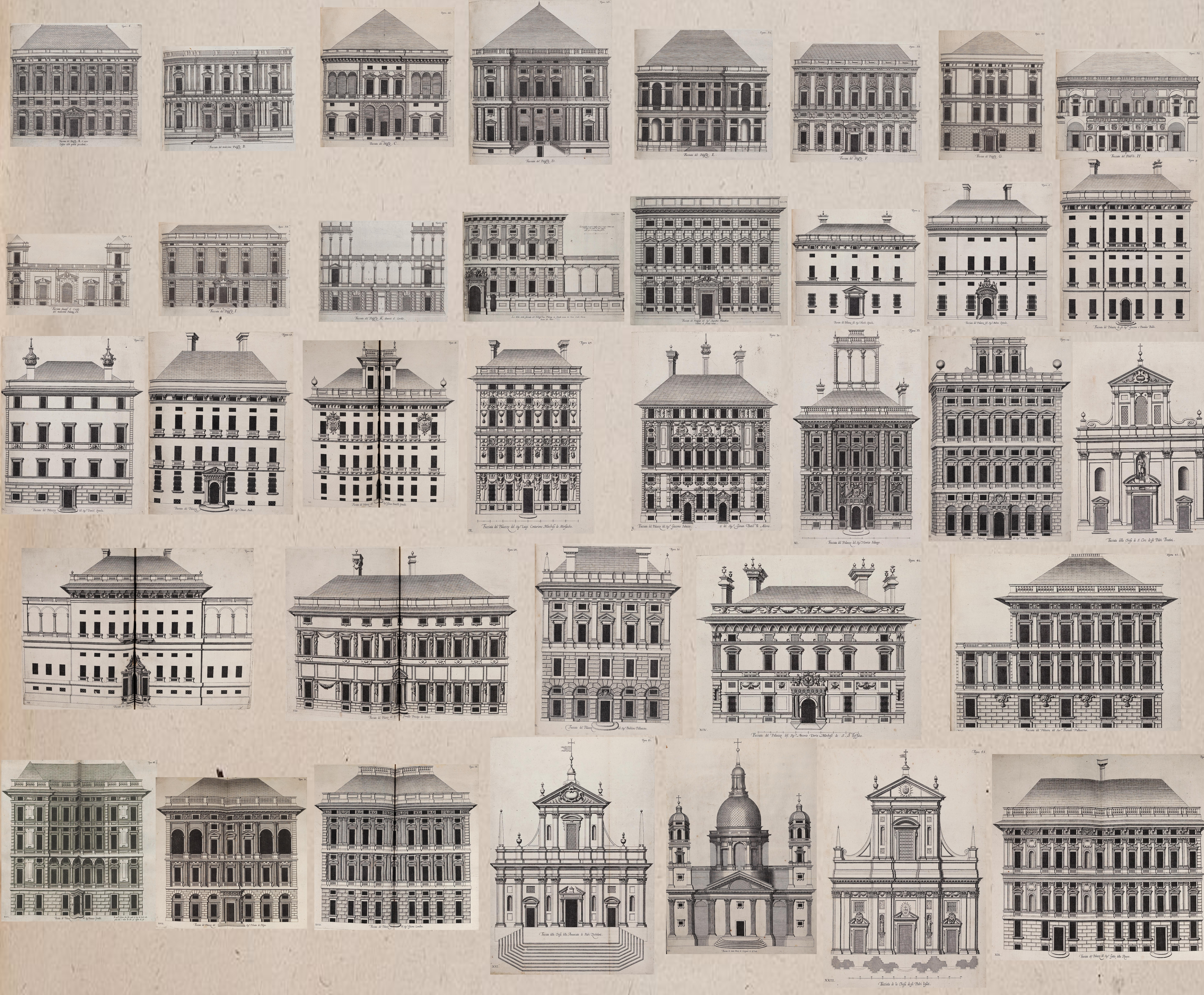
Сводная таблица издания «Palazzi di Genova». Антверпен, 1622

Палацци-деи-Ролли (итал. Palazzi dei Rolli — «Дворцы по спискам») — градостроительный проект, связанный с обустройством «Страда Нуова» (итал. Le Strade Nuove — Новой улицы), ныне Виа Гарибальди, в Генуе на северо-западе Италии. Название объясняется тем, что здания строили на основании выбора из списков «общественного жилья в частных резиденциях» (так называемых «ролли»), установленных Сенатом в 1576 году, для приёма важных гостей, находившихся в Генуе с государственным визитом. Другое название: «Списки Генуи» (Rolli di Genova) — или, точнее: «Списки общественных помещений Генуи» (итал. Rolli degli alloggiamenti pubblici di Genova). Это первый в европейской истории проект централизованной городской застройки, осуществлявшейся в соответствии с заранее утверждённым планом, разработанным в 1550—1551 годах архитектором Галеаццо Алесси. Более сорока дворцов стеснены на довольно узком участке земли, вдоль прямой, но круто поднимающейся вверх улицы.
Несколько кварталов включают здания в стилях маньеризма и барокко, которые обычно имеют три или четыре этажа «с эффектными открытыми лестницами, внутренними дворами и аркадами с видом на сады». Новая улица и система Палацци-деи-Ролли в историческом центре Генуи относятся к концу XVI и началу XVII веков — времени, когда Генуэзская республика находилась на пике своей финансовой и морской мощи.
13 июля 2006 года на заседании специального комитета ЮНЕСКО в Вильнюсе (Литва) сорок два из ста шестидесяти трёх дворцов, первоначально включённых в один из пяти публичных списков под названием «ролли» (списки), были выбраны в качестве объектов Всемирного наследия. 
20 января 2007 года на Виа Гарибальди, бывшей Страда-Нуова, была установлена мемориальная доска с обоснованием включения «Палацци деи Ролли» в список объектов Всемирного наследия: «Самые большие дома, различные по форме и распределению, которые были выбраны произвольно из списков для государственных приёмов. Здания, часто построенные на наклонном участке, образованные ступенчатым атриумом, внутренним двором, лестницей и садом, и богатое внутреннее убранство выражают исключительную социальную и экономическую идентичность и начало современной городской архитектуры в Европе».
Сохранившиеся в Государственном архиве Генуи «списки общественного жилья» называют здания, которые были занесены в каталог по признаку их престижности: первый список был составлен в 1576 году и перечислял 52 здания, следующие были составлены в 1588, 1599, 1614 и 1664 годах. В каждом «ролло» здания делились на три и более категорий в зависимости от размера и вместимости для размещения приезжающих лиц.
В 1607 году молодой Питер Пауль Рубенс сопровождал герцога Мантуанского Винченцо Гонзага, придворным живописцем которого он был, в Геную. Там Рубенс «тщательно изучает архитектуру генуэзских дворцов», результатом чего явилась большая работа «Дворцы Генуи» (Palazzi di Genova), изданная в 1622 году. Книга иллюстрирована гравюрами с изображениями фасадов, чертежами планов и разрезов зданий. Были выпущены два тома. Первый содержит 72 оттиска с изображениями планов, разрезов и фасадов 12 дворцов Генуи; второй — 67 оттисков: изображения ещё 19 дворцов и 4 церквей Генуи. В книгу вошли также некоторые из дворцов квартала Палацци-деи-Ролли.
Некоторые из Палацци-деи-Ролли в новое время используются как общественные здания, музеи, офисы и частные резиденции. Среди дворцов, открытых для публики: Палаццо Россо, Палаццо Бьянко, Палаццо Бальби-Сенарега и Палаццо Дориа-Турси. Многие интерьеры, несмотря на прошедшие века и тяжёлые повреждения вследствие бомбардировок Второй мировой войны, сохранили подлинную отделку художников генуэзского маньеризма и барокко. Палацци-деи-Ролли, как пример новаторского градостроительного решения, вызывали неподдельный интерес посещавших Геную иностранцев. В более поздние времена в этих же домах останавливались прославленные путешественники, включившие лигурийскую столицу в свой Гранд-тур.
Опыт возведения этого аристократического квартала использовался при задуманной Генрихом IV и его министром Сюлли перепланировке Парижа (см. площадь Вогезов).
В 2009 году, после того как Палацци деи Ролли были признаны объектом Всемирного наследия ЮНЕСКО, муниципалитет Генуи учредил так называемые Дни Ролли (Rolli Days), посвященные бесплатному посещению как общественных, так и частных зданий. Каждый раз предлагается новый маршрут: студенты-художники, архитекторы и профессиональные гиды предлагают свои экскурсии. Дни Ролли проходят два раза в год, обычно в выходные в мае и в сентябре. Исключение из этого правила было сделано по случаю 10-летия признания ЮНЕСКО в 2016 году, когда Дням Ролли были посвящены три выходных в апреле, мае и октябре. Количество известных зданий, открытых для публики во время Дней Ролли, со временем увеличивается. В экскурсионные предложения были добавлены также дворцы, изначально не принадлежавшие к системе Ролли (например, некоторые исторические здания Генуэзского университета), загородные виллы и церкви.